# Syzygium craibii
Syzygium craibii là một loài thực vật có hoa trong Họ Đào kim nương. Loài này được Chantaran. & J.Parn. miêu tả khoa học đầu tiên năm 1993.